# Jan Baxant
Jan Baxant (* 8. října 1948 Karlovy Vary) je český katolický duchovní, v letech 2008–2023 sloužil jako 20. biskup litoměřický.
Před svým jmenováním do úřadu biskupa byl mimo jiné rektorem Arcibiskupského semináře v Praze (1993 až 1997) a generálním vikářem českobudějovické diecéze (2003 až 2008). Jeho biskupské heslo zní latinsky „Ut videam“, česky „Ať vidím“.

## Původ
Jan Baxant se narodil jako čtvrté z šesti dětí, má dvě sestry a tři bratry. Jeho otec Ambrož Baxant, který pocházel z obce Bobrová na Vysočině, se vyučil číšníkem a posléze působil v Novém Městě na Moravě, kde se seznámil s Marií roz. Slámovou, která pocházela z Tišnova, kde uzavřeli manželství. Rodina se v roce 1944 přestěhovala do Karlových Varů, kde se otec národním správcem hotelů Morgenstein a Paradise, které později propojil pod jménem Patria.
Bratr Mgr. Pavel Baxant, O.Cr. (dříve známý také jako Vojslav Baxant, OPraem.) působí od 1. ledna 2009 jako kněz v Karlových Varech (do 31. prosince 2008 byl farářem v Aši, v letech 1991 až 1998 duchovním správcem ve Františkových Lázních). Sestra Marie vede Bohu zasvěcený život.

## Studium
Vystudoval tehdejší Střední průmyslovou školu zeměměřickou v Praze a posléze Cyrilometodějskou bohosloveckou fakultu v Litoměřicích. Kněžské svěcení mu udělil 23. června 1973 Mons. František Tomášek. Hovoří německy, francouzsky, italsky a rusky.

## Kněžská služba
Byl farním vikářem v Kolíně (1973 až 1975), poté působil jako administrátor farnosti Bystřice (1975 až 1983) a farnosti u kostela sv. Antonína Paduánského v Praze-Holešovicích (1983 až 1990).
V roce 1990 se stal vicerektorem a v roce 1993 rektorem Arcibiskupského semináře v Praze. Poté byl farářem v Kolíně (1997 až 2000) a ve farnosti u kostela Matky Boží před Týnem v Praze (2000 až 2002). Dne 1. ledna 2003 se stal generálním vikářem českobudějovické diecéze.

## Litoměřický biskup
Dne 4. října 2008 jej papež Benedikt XVI. jmenoval sídelním biskupem litoměřické diecéze. Biskupské svěcení přijal z rukou kardinála Vlka v katedrále svatého Štěpána v Litoměřicích 22. listopadu 2008, spolusvětiteli byli apoštolský nuncius Diego Causero a českobudějovický biskup Jiří Paďour.
Jako biskupské heslo si vybral latinsky „Ut videam“ (česky „Ať vidím“), zvolený biskupský znak je čtvrcený a kombinuje znak osobní (zlaté slunce ve druhém a třetím modrém poli) a diecézní znak (červeně čtvrcený heroldský kříž v prvním a čtvrtém modrém poli).
Dne 8. října 2023 dosáhl kanonického věku pro podání rezignace na úřad sídelního biskupa do rukou papeže. Ten rezignaci přijal a 23. prosince 2023 jmenoval Baxantovým nástupcem Stanislava Přibyla. Do Přibylova biskupského svěcení dne 2. března 2024 byl Jan Baxant pověřen vedením diecéze jako apoštolský administrátor.

### Biskupská genealogie
Následující tabulka obsahuje genealogický strom, který ukazuje vztah mezi svěcencem a světitelem – pro každého biskupa na seznamu je předchůdcem jeho světitel, zatímco následovníkem je biskup, kterého vysvětil. Rekonstrukcím a vyhledáním původu v rodové linii ze zabývá historiografická disciplína biskupská genealogie.
1. kardinál Scipione Rebiba
2. kardinál Giulio Antonio Santorio
3. kardinál Girolamo Bernerio, OP
4. arcibiskup Galeazzo Sanvitale
5. kardinál Ludovico Ludovisi
6. kardinál Luigi Caetani
7. kardinál Ulderico Carpegna
8. kardinál Paluzzo Paluzzi Altieri Degli Albertoni
9. papež Benedikt XIII.
10. papež Benedikt XIV.
11. papež Klement XIII.
12. kardinál Marcantonio Colonna
13. kardinál Giacinto Sigismondo Gerdil, B
14. kardinál Giulio Maria della Somaglia
15. kardinál Carlo Odescalchi, SJ
16. kardinál Costantino Patrizi Naro
17. kardinál Lucido Maria Parocchi
18. papež Pius X.
19. papež Benedikt XV.
20. papež Pius XII.
21. arcibiskup Saverio Ritter
22. arcibiskup Josef Beran
23. arcibiskup Josef Karel Matocha
24. kardinál František Tomášek
25. biskup Antonín Liška, CSsR
26. kardinál Miloslav Vlk
27. Jan Baxant

## Činnost
Jan Baxant je považován za konzervativního biskupa a v souvislosti s odchodem arcibiskupa Vlka do důchodu byl také často uváděn jako jeden z vážných kandidátů na post pražského arcibiskupa.
Dne 25. dubna 2009 se zúčastnil poutní slavnosti ke cti sv. Vojtěcha v Počaplech u Terezína, kde celebroval pontifikální mši, která byla na žádost místního duchovního správce Jana Radima Valíka OSB sloužena podle misálu z roku 1962 (tzv. Tridentská mše).
V roce 2011 biskup Jan instaloval 10 nových kanovníků litoměřické katedrální kapituly, čímž ji významně doplnil.
| „                                                 | Přeji si, aby katedrální kapitula byla tímto jmenováním obnovena a posílena, aby byla společenstvím kněží, spolehlivých a blízkých spolupracovníků litoměřického biskupa. Vznešené poslání kanovníků pečovat o katedrálu a slavnostní liturgii v ní, nepřehlédnutelný historický význam oddané služby jednotlivých členů v oblasti vědecké, kulturní i společenské za celou dobu existence kapitulního sboru, vysoce převyšuje jednoduché chápání kapituly jako pouhý soubor majetkových podstat a k nim přináležejících beneficií, pokud vůbec v současné době nějaká jsou. Jmenování kanovníků do naší litoměřické kapituly znamená pro každého z nich další pověření ke službě v Kristově církvi. | “ |
| — Mons. Jan Baxant, ke jmenování nových kanovníků | |   |

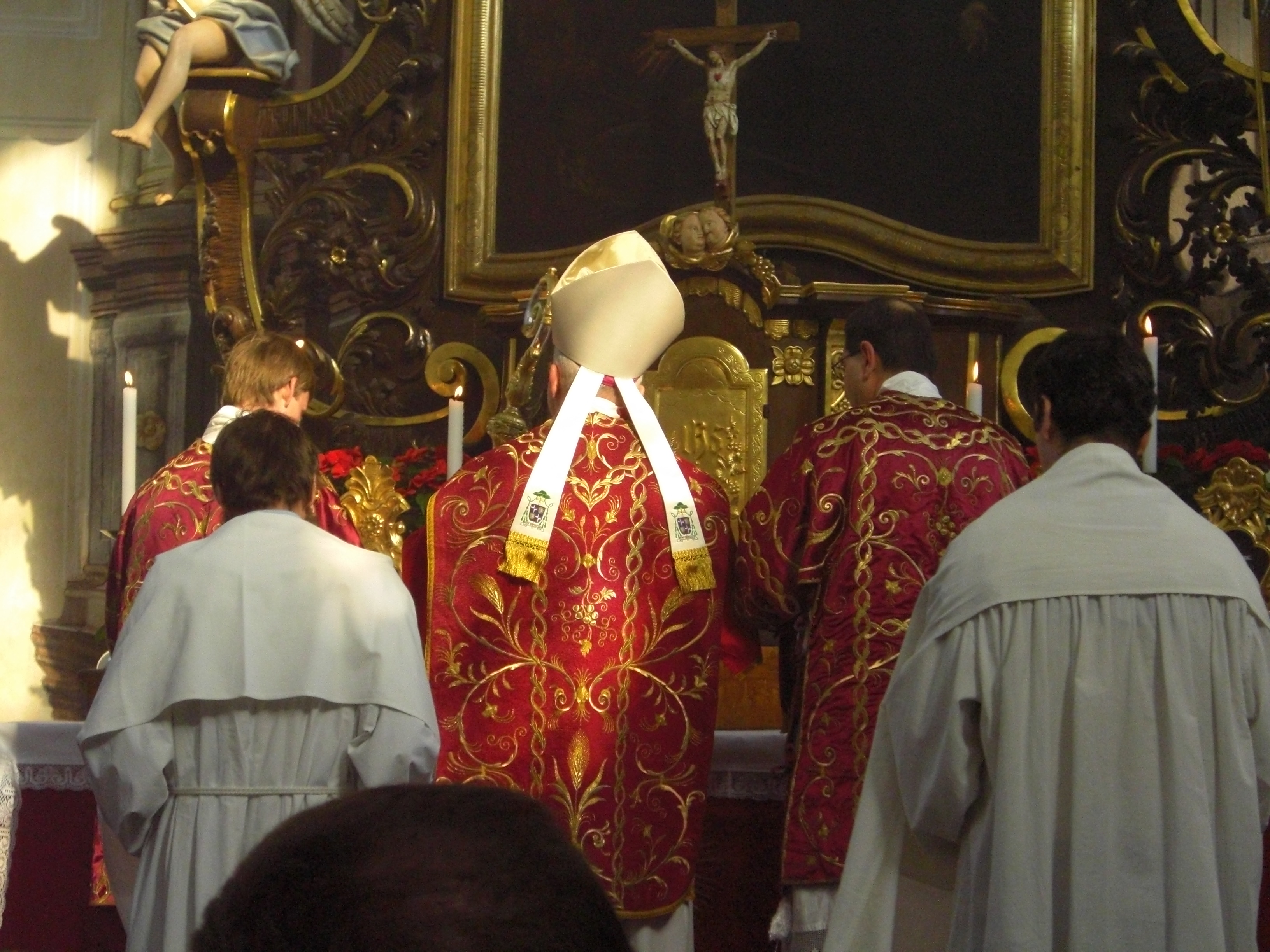
Pontifikální mše podle misálu Jana XXIII. celebrovaná Janem Baxantem. Stal se tak po 40 letech prvním českým biskupem, který sloužil tridentskou mši svatou.

Ve dnech 22. ledna až 1. února 2012 vedl Jan Baxant vizitaci v trnavské arcidiecézi. Na základě podkladů z této vizitace pak 2. července téhož roku Svatý otec uvolnil Róberta Bezáka z čela trnavské diecéze. Toto rozhodnutí vyvolalo velkou vlnu diskusí a nevole nejen mezi slovenskými věřícími. V říjnu 2012 byl delegátem České biskupské konference na XIII. generálním shromáždění biskupského Synodu o nové evangelizaci ve Vatikánu.
Po pěti letech ve své funkci litoměřického biskupa poskytl v listopadu 2013 médiím rozhovor s bilancováním tohoto období i odmítavý názor k požadavkům revize dohod o majetkovém vyrovnání církve se státem. Dne 29. dubna 2013 zrenovovanou kapli sv. Vavřince v biskupské rezidenci představil Mons. Jan Baxant veřejnosti. Dne 12. dubna 2017 byl hospitalizován se srdeční příhodou. Při Misse chrismatis na Zelený čtvrtek 2017 jej v litoměřické katedrále zastoupil emeritní pomocný biskup pražský Karel Herbst. Od 1. června 2017 se po rekonvalescenci opět ujal svého úřadu.